# Gymnelus retrodorsalis
Gymnelus retrodorsalis és una espècie de peix de la família dels zoàrcids i de l'ordre dels perciformes. Va ser descrit el 1913 per lictiòleg francès Édouard le Danois.
Els mascles poden assolir 14 cm de longitud total i 4,6 g de pes. És un peix marí, bentònic, de clima temperat i demersal que viu entre 8-481 m de fondària. Es troba des de l'oceà Àrtic fins a l'Atlàntic nord-oriental: Nunavut, Groenlàndia, Jan Mayen i des de Spitsbergen fins al Mar de Làptev.
És inofensiu per als humans.